# 絹のはしご
『絹のはしご』（きぬのはしご、伊: La Scala di Seta）は、ジョアキーノ・ロッシーニ作曲によるオペラ・ブッファ。

## 概要
2組の男女が互いを互いに引き合わせようとする滑稽な関係がテーマ。作曲者早期の4部作の一つ。全一幕の簡単な構成。台本は、フランソワ・アントワーヌ・ウジェーヌ・ド・プラナールの同名作を元にジュゼッペ・フォッパが執筆した。初演は1812年5月、ヴェネツィアのサン・モイゼ劇場で行われた。題名は、主人公が人目をはばかる逢引のために家の裏手から絹のはしごを下ろすことから付けられた。

## 歌手
- ジューリア（Giulia:ソプラノ）：清楚な主役として出演。周囲に認められない結婚からいらだっている。
- ジェルマーノ（Germano:バス）：召使役のため卑俗に描かれるが、あらすじの解説も務めるため重要。登場回数が多く歌手として大役。
- ドルヴィル（Dorvil:テノール）：ジューリアと周囲に隠して結婚している。不良的な演出。ブランザックとは親友なのにジューリアとの結婚は隠している。
- ドルモン（Dormont:テノール）：ジューリアの指導役・後見人。責任感はあるが口うるさい。
- ルチッラ（Lucilla:メゾソプラノ）：ジューリアの従姉妹。同性の仲間。かわいらしく親しみやすい人物。
- ブランザック（Blansac:バス）：名士の令息。実直な人物。自信はあるが世故に通じていない。
- パントマイムが付く場合もある。

## 構成

### 1
- ジューリアは後見人ドルモンの意向に沿わずドルヴィルと結婚しているが、言いだせず絹のはしごを渡しては夜毎逢瀬を重ねる。不自由な監視つきの日々に不満。
  - ドルモンにすると名家の令息ブランザックとジューリアが一緒になってもらいたい。
- ジェルマーノはジューリアを円満に諭そうとするが逆に煙たがられる。
- ドルモンはブランザックをジューリアに引き合わせるために連れてくる。たまたまルチッラが居合わせジューリアに事前に知らせてくれたので、ドルヴィルをはしごから逃がして関係が露見しなかった。

### 2
- ジューリアはルチッラとブランザックとが一緒になるほうがよいと考え、召使のジェルマーノに二人が仲良くするように仕向けさせる。ジェルマーノは真意は理解しないが承知する。

### 3
ブランザックとドルヴィルが偶然会い、事情を知らずにドルヴィルに「ジューリアとの結婚の証人になってもらいたい」という。

## 音楽

### 楽器編成
- 木管楽器：フルート／ピッコロ2、オーボエ／イングリッシュホルン2、クラリネット2、ファゴット
- 金管楽器：ホルン2
- 弦楽器
- 通奏低音

### 音楽ナンバー
序曲と８つのナンバーで構成される。
- 序曲：ハ長調、ソナタ形式

Allegro vivace 4分の4拍子
Andantino 4分の4拍子
Allegro 2分の2拍子。いずれもはつらつとして健康的なオペラにふさわしいもの。
歌劇
- No.1　導入曲"Va’, sciocco, non seccarmi!"（第１場、ジューリア・ドルヴィル・ルチッラ・ジェルマーノの4声）
- No.2　二重唱"Io so ch’hai buon core"（第４場、ジューリア・ジェルマーノの2声）
- No.3　レチタティーヴォとアリア"Vedrò qual sommo incanto"（第６場、ドルヴィル）
- No.4　四重唱"Sì che unito a cara sposa"（第７場、ジューリア・ドルヴィル・ブランザック・ジェルマーノの4声）
- No.5　アリア"Sento talor nell’anima"（第９場、ルチッラ）
- No.6　レチタティーヴォとアリア"Il mio ben sospiro e chiamo"（第12場、ジューリア）
- No.7　アリア"Amore dolcemente"（第13場、ジェルマーノ）
- No.8　フィナーレ"Dorme ognuno in queste soglie"（第16場、6人全員）。高らかに愛の尊さをうたう。